# Kleine Mühl
Kleine Mühl (česky případně Malá Mihela) je rakouská řeka pramenící v Bräuerau u obcí Julbach a Ulrichsberg v rakouské části Šumavy v nadmořské výšce 680 m. Řeka je dlouhá 33 km a ústí do Dunaje u Obermühlu (obec Kirchberg ob der Donau).
Kleine Mühl spolu s řekami Velká Mihela (německy Große Mühl) a Horský potok (Steinerne Mühl) daly název celé okolní oblasti Horních Rakous Mühlviertel, dříve Mühlkreis.